# Учење откривањем
Учење путем открића, или учење откривањем (на енглеском inquiry-based learning или enquiry-based learning) почиње постављањем питања, проблема или сценарија, уместо директног презентовања информација или описивања једноставног начина доласка до сазнања. Процес долажења до сазнања често подржава посредник. Ученици ће идентификовати и истраживати проблеме и питања да би проширили своје знање или нашли решења. Учење путем открића обухвата проблемску наставу, и обично користи истраживања и пројекте малих размера, као и научна истраживања. Учење путем открића је веома уско повезано са развојем и праксом критичког мишљења.

## Историја
Учење путем открића је првенствено свега педагошки приступ развијен током 1960-тих година kao deo покрета учења откривањем (discovery learning)  као одговор на традиционалне облике учења—у којима се захтевало меморисање информације из наставних материјала. Филозофија учења путем открића има порекло у конструктивистичким теоријама учења , као што су радови Пиажеа, Дјуија, Виготског, и Фреире , и може се сматрати конструктивистичким схватањем. Грађење информација и давање значења истима на основу личног или друштвеног искуства зове конструктивизам. Дјуијева педагогија искуственог учења (односно учења кроз искуство) укључује активно учествовање ученика у личним или аутентичним искуствима, да би она имала смисла за њих. Учење путем открића може бити спроведено кроз искуствено учење јер придаје вредност истим концептеима, који укључују интеракцију са садржајем/материјал током испитивања, као и истраживање и сарадњу међу ученицима да би заједно дошли до смисла. Виготски је конструктивизам посматрао као учење из искуства накоје утиче друштво и посредник. До смисла који се гради из искуства може се доћи како индивидуално или у групи.
1960-их година Џозеф Шваб је тражио да се учење путем открића подели на четири посебна нивоа. То је касније формализовао Маршал Херон 1971. године када је развио Херонову скалу процене количине учења путем открића током одређене лабораторијске вежбе. Од тада је предложено много ревизија и учење путем открића може имати различите облике. Постоји читав спектар наставних метода заснованих на учењу путем открића.

## Карактеристике
Когнитивни процеси у којима људи учествују током учења путем открића укључују:
- Постављање сопствених питања
- Прикупљање доказа који подржавају њихов за одговор на питање(а)
- Објашњавање прикупљених доказа
- Повезивање објашњења са знањем до кога су дошли током истраживачког процеса
- Креирање аргумента и разлога зашто је објашњење валидно

Учење путем открића укључује постављање питања, примећивање детаља, истраживање да би се утврдило које информације су већ записане, развијање метода за обављање експеримената, развој инструмената за прикупљање података, прикупљање, анализу и тумачење података, уз навођење могућих објашњења предвиђања за будућа истраживања.